# Продавец дыма
«Продавец дыма» (исп. El vendedor de humo) — испанский короткометражный мультфильм, созданный студией PrimerFrame (режиссёр Джейм Маэстро). Релиз в Испании состоялся 18 июня 2012 года. Удостоен премии «Гойя» в номинации «Лучший короткометражный мультипликационный фильм» в 2013 году.

## Сюжет
В небольшой городок приезжает «Торговец дымом» (англ. Smoke Seller) и пытается заинтересовать местных жителей своим товаром, но встречает с их стороны полное равнодушие. Через некоторое время торговцу всё-таки удаётся привлечь внимание жителей своим необычным волшебным дымом, способным улучшать любую вещь.
Конечно же, за деньги каждый житель получает всё, что ему нужно, и довольный торговец покидает городок. Однако, неожиданно пошёл дождь и развеял всё волшебство дыма, оставив жителей города ни с чем.